# Hadouken!
Hadouken! je hudební skupina pocházející z anglického Leedsu. Pětice ve složení James Smith (zpěv), Alice Spooner (sythezátor, klávesy), Daniel Rice (kytara), Chris Purcell (basová kytara, zpěv) a Nick Rice (bicí) kombinuje žánry new rave a grime. Název kapely pochází z videohry Street Fighter - the Hadouken v ní představuje útok ohnivou koulí. Před vydáním Music for an Accelerated Culture byli považováni za jednu z nejžhavějších světových kapel bez debutového alba. Na svědomí už totiž měli tři singly a řadu remixů, přičemž mezi nejznámější patří „The Prayer“ od Bloc Party, „Atlantis To Interzone“ od Klaxons a „No More Eatin“, jehož autorem je přední londýnský raper Plan B.
Podobně jako Arctic Monkeys nebo Enter Shikari využili internet k rozšíření svých skladeb mezi stávající fanoušky (především weby Myspace a Youtube). Časopis NME o nich napsal: „Je to nejúžasnější, nejnepředstavitelnější a nejnezničitelnější nová kapela na světě. Zní to, jako by Prodigy dělali děti opřené o rozbitý hrací automat."
Za rok 2007 byli v rámci BT Digital Music Awards nominováni na nejlepšího umělce v kategorii „electronic/DJ". Na rok 2008 si k novému albu naplánovali poměrně velkou porci koncertů, a to jak ve státech sousedních (Francie, Nizozemsko), tak i vzdálených (Japonsko). V České republice hráli zatím čtyřikrát- poprvé 14. června 2008, coby exklusivní host na Planet Festivalu v Táboře. Podruhé 4. července 2009 na festivalu Rock For People u Hradce Králové. Potřetí 23.6.2011 na Prague City Festival. Naposledy hráli na festivalu Sázavafest 2.8.2013 ve Světlé nad Sázavou.

## Diskografie

### Studiová alba
- 2008: Music for an Accelerated Culture
- 2010: For The Masses
- 2013: Every weekend

### EP
- 2007: Mixtape
- 2007: Not Here to Please You
- 2008: Live from London

### Hostování
- 2012: Feed Me's Escape from Electric Mountain

### Singly
- 2007: „That Boy That Girl“
- 2007: „Liquid Lives“
- 2007: „Bounce"
- 2007: „Leap of Faith“
- 2007: „Love, Sweet and Beer"
- 2008: "Get Smashed Gate Crash"
- 2008: „Declaration Of War“
- 2008: „Crank it up!“
- 2009: „M.A.D."
- 2010: „Turn the Lights Out"
- 2010: „Mic Check"
- 2010: „House is Falling"
- 2010: „Mecha Love“
- 2011: „Oxygen“
- 2012: „Parasite“
- 2012: „Bad Signal"
- 2013: „Levitate"